# 濮陽県
濮陽県（ぼくようけん）は、中華人民共和国河南省濮陽市に位置する県。

## 行政区画
- 鎮:城関鎮、柳屯鎮、文留鎮、慶祖鎮、八公橋鎮、徐鎮鎮、戸部寨鎮、魯河鎮、子岸鎮、胡状鎮、王称堌鎮、梁荘鎮
- 郷:清河頭郷、白堽郷、梨園郷、五星郷、郎中郷、海通郷、渠村郷、習城郷